# 落石防護柵

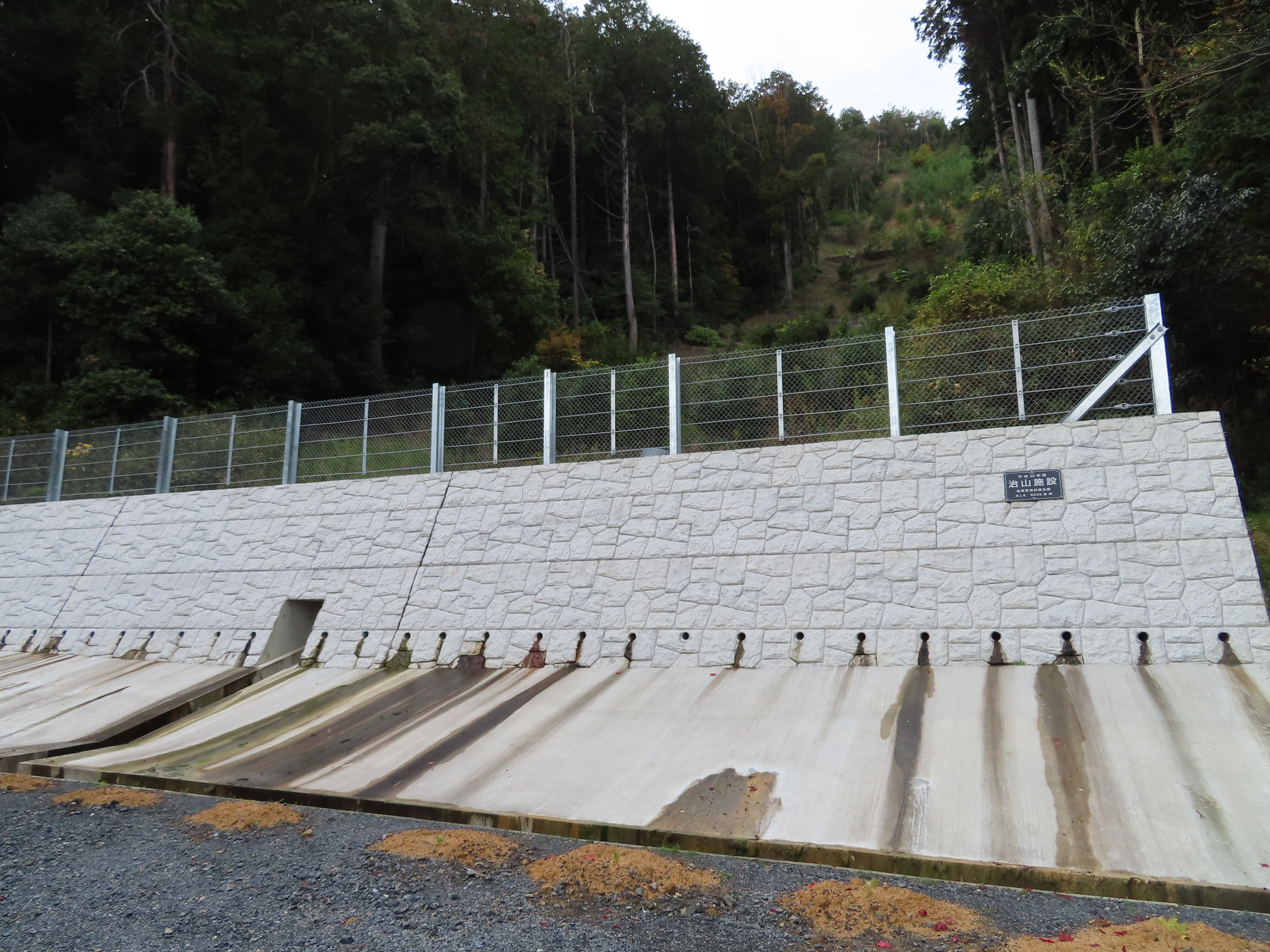
自立支柱型の落石防護柵（滋賀県栗東市）

落石防護柵（らくせきぼうごさく）とは落石を待ち受けて停止させるために斜面に設けられた柵（防護柵）のことである。

## 概要
落石を停止させるために斜面の途中に設置されるもので、金網・ロープ・支柱などの軽量部材から構成される。落石防護柵は落石対策としては構造物が比較的小さくなる傾向になり、施工には大掛かりな重機が必要なく設置が容易な傾向にある。長大斜面の場合には落石のエネルギーを抑えるべく多段式にして設置することがある。

## 構造

### 構成要素
落石防護柵は「阻止面」「支持部材」「基礎」の3つの要素から形成される。なお、どれか1つでも部材が損傷すると落石防護柵は全体の機能を失う特性を有する。

#### 阻止面
たわみ性の網状部材およびワイヤロープ類によって構成される。
網状部材には金網が用いられ、この金網には菱形金網（列線の交差部を1回撚ったもの）と亀甲金網（列線の交差部を2回撚ったもの）がある。菱形金網は運搬時の巻き取りが容易で、簡単につなぎ合わせることができる長所を有するが、列線のどこか1か所でも切断すると広い範囲で強度を低下する短所がある。日本や北アメリカでは菱形金網が主流である一方で、ヨーロッパなどでは亀甲金網が主流である。
ワイヤロープははじめは腐食を考慮してガードケーブルに見られる径の大きな素線を撚ったものがほとんどであったが、溶融亜鉛めっきのみならず亜鉛アルミ合金も厚めにめっきしたワイヤロープも用いられるようになった。
エネルギー吸収装置や高強度・高たわみ性のネットを用いて落石が持つエネルギーをより吸収できるようにした落石防護柵を用いる場合、落石発生時に阻止面が大きく道路側に突出する可能性があり、道路の安全性を損なわないよう留意する必要がある。

#### 支持部材
阻止面からの荷重を基礎に伝達させる。はじめはH鋼が主流であったが、円形や箱型の鋼管も支柱部材として使用されるようになった。H鋼は少しの塑性変形で局部座屈が発生し、急激に強度がなくなる特性がある。これに対して鋼管はねじり強度を有しており、局部座屈に耐えうる肉厚を検討すれば十分な強度を期待できる。

#### 基礎
支持部材からの荷重を地盤に伝達させる。擁壁や連続コンクリート基礎は地表面の傾斜が緩い・縦断方向に地盤の凹凸が見られない場合に、独立コンクリート基礎は地表面の傾斜が緩い場合に、アンカー基礎は地表面の傾斜が急で岩盤が地表面に露出せず浅い場所にある場合に用いられる。また、中間的な条件では複数の種類の基礎が併用されることもある。

### 種類
落石防護柵は構造形状によって「自立支柱式」「ワイヤロープ支持式」「H鋼式」の3種類に分類される。

#### 自立支柱式
支柱がコンクリート基礎や地盤に直接根入れされ、防護柵自体が自立している構造である。支柱は直柱が多いが、有効高さを稼ぐ目的で曲柱を用いたものもある。阻止面には金網やワイヤロープ、エキスパンドメタルなどが用いられる。端部に設けられる端末支柱には落石衝突時の大きな水平力を支持するため控え材を補強することが多い。基礎は擁壁である場合や、土中にコンクリート基礎を設ける場合が見られるが、そのまま支柱を地盤に直接建柱することもある。
なお、阻止面を菱形の金網と多段のワイヤロープとし、支柱をH鋼としたものを「従来型落石防護柵」と呼ばれる。

#### ワイヤロープ支持式
支柱の頭部を山側の地盤面に設けたアンカーとワイヤロープで結び、落石荷重を地盤の抵抗力で支えるようにした構造である。支柱の下端はヒンジ構造とすることで基礎を小規模にすることができる。基礎の水平抵抗を補強する目的で支柱の下端と山側の地盤に設けられたアンカーとをワイヤロープで結ぶことがある。支柱の位置を安定させるために谷側にもアンカーを設けることが一般的であり、これによって落石衝突時や強風時に阻止面が山側に倒れるのを防ぐ。

#### H鋼式
H鋼を支柱のみならず、横溝としても用いたもの。山側に緩衝材が設けられ、古タイヤや砂が用いられることが多い。古くから鉄道や砂防の分野で数多く用いられてきたが、近年では使用実績が減っている。

## 設計
落石防護柵を設置するにあたり、設置空間の有無や土砂・落石の排除のしやすさ、基礎地盤の良否、落石が持つエネルギーの吸収可否などを考慮して設計が行われる。落石防護柵本体に作用する荷重は通常、落石荷重のみを考えればよいが、積雪地帯においては積雪荷重も考慮するものとする（ただし、落石と積雪で両方の荷重がかかることは考慮しなくてもよい）。一般に橋梁を除いたほとんどの土木構造物は材料の弾性限界よりも大きく下回る許容応力度で設計されることが多いが、落石防護柵の設計は部材の材料が弾性限界を超えた状態を想定して設計されることが多く、そのため部材の弾性限界を超えた状態での挙動を把握する必要がある。

### 設置場所
- 道路のカーブが続く場合で長い区間にわたって落石防護柵を設置する場合は適当な延長に区切って設置することが考えられる。そのような場合は各区間の落石防護柵の端部は隙間から落石が通り抜けることがないように互いに重ねあうような設置をするのが望ましい[16]。
- 落石防護柵は落石防護擁壁の上に設置されることが多く、地形が急峻で設置場所に制約がある場合は既設の山留め擁壁の上に設置されることが多い[7]。
- 端末支柱を用いる場合は落石発生時にワイヤロープが受ける張力をそのまま受ける役割を持つため、端末支柱本体は落石が当たらない場所を選定する必要がある[7]。

### 防護柵の高さ
- 道路に設置される落石防護柵の必要高さは想定する落石の跳躍量と設置位置によって決定される[16]。落石の跳躍量と斜面の勾配、防護柵背面の平場（ポケット）の有無によって落石衝突高が計算され、さらに落石の半径以上（最低でも0.5 m以上）の余裕高さを加えて落石防護柵の必要高さが導き出される[17]。「従来型落石防護柵」では支柱の傾斜や落石の回転などで落石が柵から飛び越す事象が考えられ、最低でも柵の高さの1/2程度は余裕高さとして設ける方がよい[17]。